# Vägatjärnen, Jämtland
Vägatjärnen är en sjö i Åre kommun i Jämtland och ingår i Indalsälvens huvudavrinningsområde.